# Sadîbne, Korosten
Sadîbne (în ucraineană Садибне) este un sat în comuna Ușomîr din raionul Korosten, regiunea Jîtomîr, Ucraina.

## Demografie
Componența lingvistică a localității Sadîbne
     Ucraineană (100%)
Conform recensământului din 2001, toată populația localității Sadîbne era vorbitoare de ucraineană (100%).